# شرى

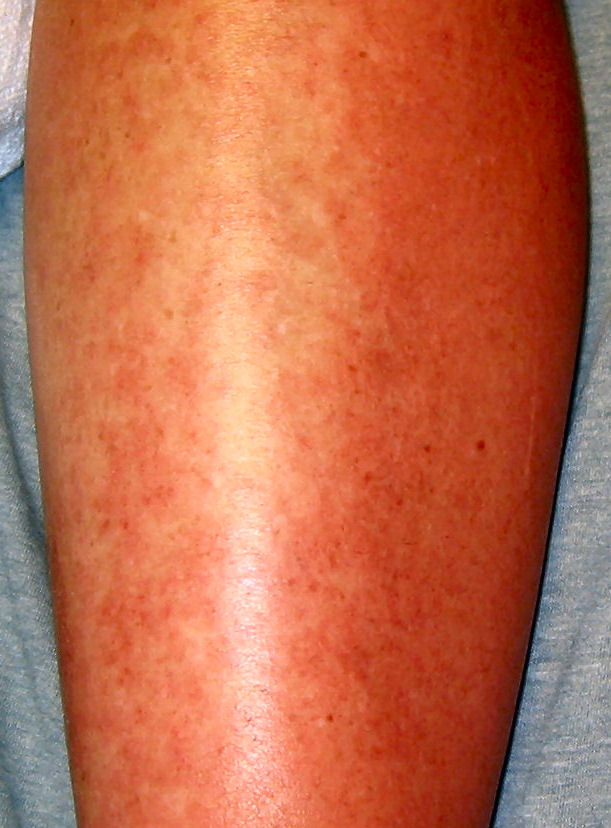
شرية على حافة قصبة الساق، ناتجة عن تحسس دوائي

الشرى أو الشرية (بالإنجليزية: Urticaria)‏ هي مرض حساسي جلدي. يحدث عادة نتيجة التعرض لمادة مؤرجة مما بسبب آفة جلدية مميزة تسمى اللحبة أو الانتبار الشروي (تتكون لطخات جلدية حمراءمرتفعة عن سطح الجلد شديدة الحكاكة). يكمن أن تحدث هذه الآفة في أي مكان من الجسم بقياسات مختلفة حيث يتراوح نصف قطر اللحبة من 0.5 وقد يصل لمرحلة يغطي فيها كل سطح الجسم.

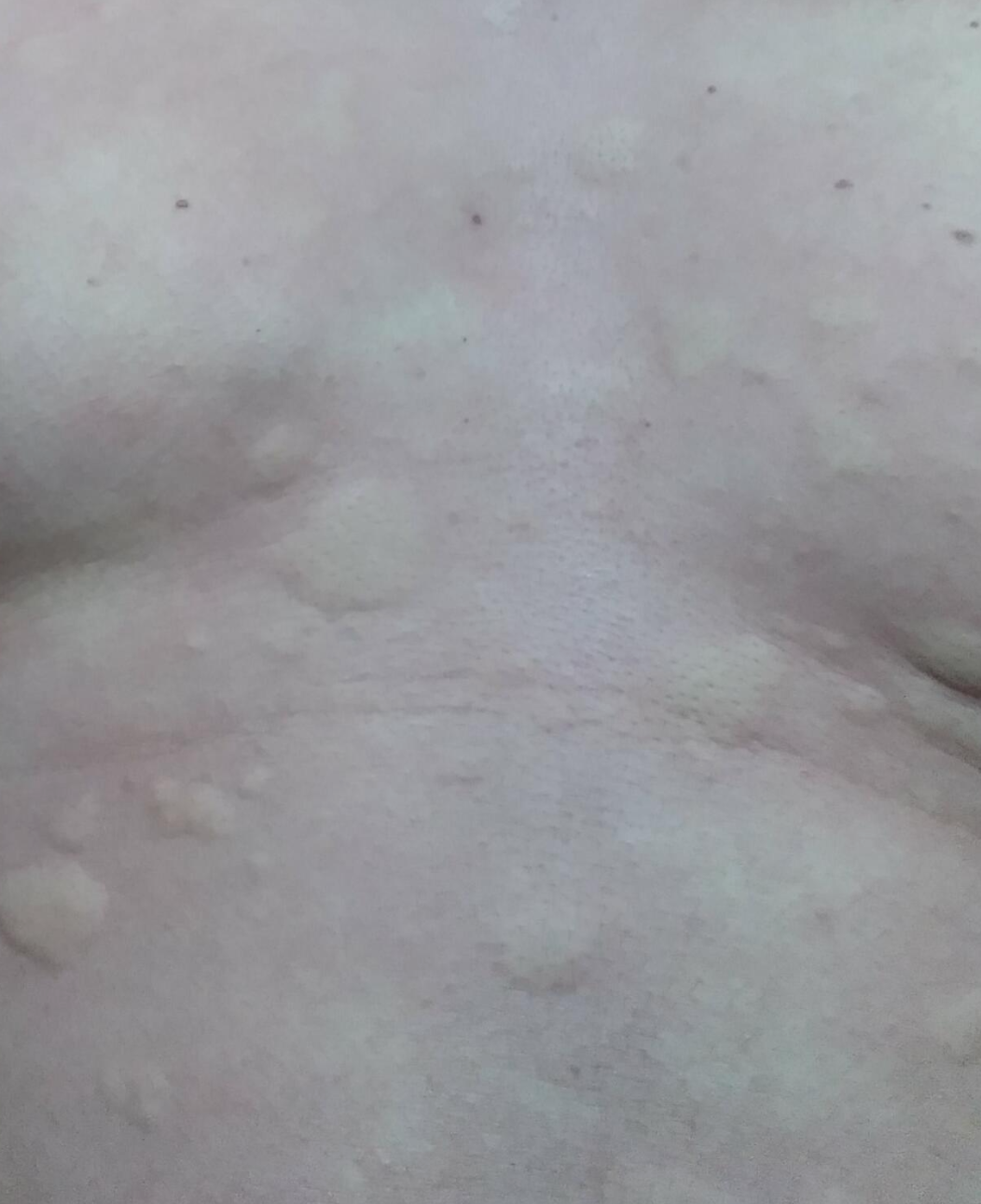
شرية باردة

## المنشأ
تنشأ آفة الشرى نتيجة الاتصال المباشر للجلد مع المادة المؤرجة أو نتيجة استجابة مناعية للمادة المؤرجة في الطعام وغيره. قيل قديما أن «كل ما تحت الشمس قد يسبب الشرى حتى أشعة الشمس» مما يدل على اتساع لائحة المواد المؤرجة في الطبيعة.

## فيسيولوجيا المرض
تحدث الآفة الجلدية نتيجة رد فعل التهابي في الجلد مسبباً تسرب السائل الخلالي من الشعيرات الدموية إلى الأدمة (الجلد)؛ الأمر الذي يؤدي إلى حدوث وذمة (بالإنجليزية: edema)‏.
يؤدي الالتهاب الحاصل إلى إفراز مادة الهيستامين بالإضافة إلى وسائط التهابية أخرى من الخلايا المتضررة. ويمكن تصنيف التفاعل الالتهابي إلى:
- تفاعل التهابي مناعي: يفرز الهيستامين والوسائط الالتهابية من الخلايا البدينة (الخلايا الدقلية)نتيجة ارتباطل المادة المؤرجة بمستقبلات الغلوبينات المناعية كريين مناعي هـ على جدارها الخلوي.
- تفاعل التهابي غير مناعي: وجود بعض الأدوية والمواد الأخرى يسبب إفراز مادة الهيستامين في غياب الغلوبينات المناعية كريين مناعي هـ
- الشرية الشمسية: تترافق مع مرض الفرفرين وتحدث نتيجة تفاعل دوائي يؤدي لحصول التفاعل الالتهابي. ترتبط الغلوبينات المناعية كريين مناعي هـ بدل كريين مناعي ج بالفيسيولوجيا المرضية.

## أنواع الشرى
- شرية حادة: وتظهر خلال دقائق من التعرض للمادة المؤرجة ويمكن أن تستمر لأسابيع. عادة ما تكون نتيجة لتعرض الجسم لمواد غذائية مؤرجة كالبيض والسمك. كما تشاهد أحيانا بعد ملامسة الجلد لبعض الصبغات والمواد الكيميائية. وقد وردت بعض الحالات من الشرية عقب التعرض لبعض أنواع البكتيريا والفيروسات.
- شرية مزمنة: وتسمى كذلك عند استمرار ظهور اللحبة لأكثر من 6 أسابيع متواصلة. لا تختلف اللحبة في أي من الحالتين سوى في مدة استمرار ظهورها. إحدى الدراسات أظهرت أن 50% من حالات الشرية المزمنة استمرت أكثر من سنة وحوالي 20 % من الحالات استمرت فيها الشرية لأكثر من 20 سنة.[1]
- شرية محرضة بالدواء: وتسمى كذلك لاقتران حدوثها بتعاطي الدواء الذي يعمل كمؤرج. يسبب هذا النوع من الشرى حدوث قصور قلبي رئوي الأمر الذي قد يؤدي للوفاة في كثير من الأحيان.

من الأدوية التي قد تسبب الشرى لمن هم بعرضة:
1. سلفونيل يوريا.
2. أسبرين.
3. بنسلين.
4. سلفوناميد (مضاد حيوي)
5. أدوية الصرع.
6. كلوتريمازول.

- شرية فيزيائية : ويندرج تحتها ما يلي:

1. شرية مائية (رد فعل من الماء، نادر الحدوث).
2. شرية حرارية: رد فعل نتيجة التعرض لحرارة.
3. شرية باردة: رد فعل لدى التعرض للثلج أو الماء البارد.
4. شرية ضغط: وتحدث في الأماكن التي تتعرض لضعط متواصل لفترات طويلة (أماكن شد الملابس الداخلية، الثياب الضيقة، مكان الحزام (الزنار).
5. شرية ارتسام جلدي: من أكثر الأنواع شيوعا وتحدث نتيجة حك الجلد.
6. شرية شمسية.
7. شرية الأدرينالين: تحدث في حالات فرط إنتاج الأدرينالين وهي شديدة الندرة.

## طرق العلاج
إن الشرى من أكثر الأمراض صعوبة في العلاج وذلك لتعدد مسببات المرض وارتباط فيسيولوجية المرض بعوامل مناعية متعددة وغير مفهومة بشكل كامل، وبما أن المرض في كثير من الحالات مؤقت فإنه قابل للشفاء دون دواء.
تنقسم أساليب المعالجة إلى عدة طرق وعادة ما يكون العلاج مزيجا منها جميعاً. وبالرغم من أن المرض يبدو فيزيولوجي المنشأ إلا أن العلاج النفسي مفيد في تسريع العلاج والحد من انتشار المرض. فعلاج إدارة الإجهاد أثبت في كثير من الحالات نجاعته في تسريع الشفاء والحد من فرص احتمال تكرار حدوث المرض.

### تحديد العامل المسبب
إن أهم عامل في الحد من المرض والإسراع في الشفاء هو تحديد العامل المسبب له سواء كان المادة المؤرجة أم العامل الفيزيائي المسؤول عن حدوث الشرى. يستطيع الطبيب من خلال القصة المرضية والفحص السريري تحديد لائحة العوامل المسببة للآفة. كما توجد عدة فحوص مخبرية تساهم في تحديد أو استثناء العامل المسبب كاختبار وخز الجلد (بالإنجليزية: skin Prick test)‏ وفحص الأمتصاص الإشعاعي المناعي(بالإنجليزية: RAST)‏، ولكن نادرا ما يلزم اتستخدام هذه الفحوص المخبرية لتشخيص الشرى.

### الأسباب الغذائية
الحساسية الغذائية الأكثر شيوعاً عند البالغين هي من المحار والمكسرات. الحساسية الغذائية الأكثر شيوعاً عند الأطفال هي من المحار، المكسرات، الفول السوداني، البيض، القمح وفول الصويا. من غير المألوف أن يعاني المرضى من نوعين من الحساسية الغذائية الحقيقية. هناك سبب أقل شيوعاً هو التعرض لأنواع معينة من البكتيريا مثل العقدية أو ربما الملوية البوابية.

### العلاج الدوائي

#### مضادات الهيستامين
تعمل أدوية مضادات الهيستامين المستخدمة في علاج الشرى على تعطيل عمل مستقبلات الهيستامين من نوع H1. تتواجد هذه المستقبلات على جدران معظم خلايا الجسم البشري وتكثر على جدران الخلايا البدينة خلية صارية... استخدام هذا النوع من العقار لا يشفي الآفة ولكنه يحد من توسعها ولذلك هو من الأدوية الوقائية. تؤخذ مضادات الهيستامين فمويا. وأشهر أنواع مضادات الهيستامين هي: ديفينهاندرامين، سيتيرازين، هايدروكسيزين.
يمكن استخدام مضادات إفراز الهيستامين 2 مضاد مستقبلات الهستامين 2 لأغراض وقائية أو للحد من انتشار الشرية أيضاً. مضادات إفراز الهيستامين 2 تستخدم لعلاج القرحة الهضمية ولكنها قلما تستعمل في المجال العملي لعلاج الشرية.

#### ستيرويدات
تستخدم الستيرويدات في حالات الشرية الشديدة وتستخدم بحذر كآخر الحلول نظرا لخطورة وكثرة الأعراض الجانبية المترافقة مع استخدامها. يستخدم البريدنيزون (بالإنجليزية: Prednislone)‏ أو الهايدروكورتيزون (بالإنجليزية: هيدروكورتيزون)‏ وتعطى الستيروئيدات إما كحقنة داخل العضل أو فموياً.

#### أدوية أخرى
تظهر بعض أدوية مضادات الاكتئاب تأثيراً مثبطاً لمستقبلات الهيستامين H1و H2 ولكن استخدامها كعلاج للشرية ولكن استخدامه شديد الندرة.. وأحدث هذه العلاجات التي أثبتت فاعليتها هي حقن أوماليزوماب (Omalizumab) لعلاج الشرية المزمنة بالرغم من ارتفاع سعرها.

## اقرأ أيضاً
- حساسية
- مؤرج